# Бенкет (фільм, 2014)
«Бенкет» (англ. Feast) — американський 3D мальований/комп'ютерно-анімаційний короткометражний фільм 2014 року в жанрі романтичної комедії, знятий Патріком Озборном і спродюсований Walt Disney Animation Studios. Світова прем'єра відбулася 10 червня 2014 року на Міжнародному фестивалі анімаційних фільмів в Аннесі, а в кінотеатрах — 7 листопада 2014 року перед показом «Супер шістки». «Бенкет» здобув премію «Оскар» за найкращий анімаційний короткометражний фільм на 87-й церемонії вручення, а також премію «Енні» за найкращий анімаційний короткометражний фільм на 42-й церемонії вручення.

## Сюжет
Облизуючи обгортки від фаст-фуду, безпритульне цуценя породи бостон тер'єр помічає картоплю фрі, кинуту на землю, і з'їдає її. Джеймс, людина, що кинула картоплю, бере його до себе додому. Джеймс називає його Вінстоном і починає годувати, окрім корму, своїми шкідливими харчами.
Одного дня, Джеймс зав'язує стосунки з офіціанткою у місцевому ресторані. Вона вмовляє його перейти на здорову їжу і змінити спосіб життя, але це не подобається Вінстону через те, що Джеймс тепер дає тому лише залишки овочів, які собака ненавидить. Пара розходиться, залишаючи Джеймса в глибокій депресії і змушуючи його повернутися до своїх старих звичок харчування. Розуміючи це, Вінстон викрадає шматок петрушки, яку Джеймс зберігав як єдину згадку про свою подружку, і вирушає на її пошуки. Джеймс слідує за Вінстоном до ресторану, де він познайомився з нею, і врешті решт вони одружуються.
Через деякий час подружжя переїжджає до нового будинку: на підлозі кухні Вінстон помічає фрикадельки, падаючі зі столу, і з'їдає їх. Слід веде до високого стільця з немовлям на ньому, яке з радістю кидає фрикадельки до собаки. У кінці фільму, Вінстон готується до бенкету з нагоди першого дня народження дитини.

## Ролі озвучили
- Бен Бледсо[en][6]
- Стюарт Левайн[6]
- Кеті Ловс[6]
- Брендон Скотт[6]
- Адам Шапіро[6]
- Томмі Снайдер[6]

## Виробництво

### Робзробка
До роботи над «Бенкетом», Патрік Озборн був со-керівником анімації «Супер шістки». Ідея короткометражки виникла з додатку 1secondeveryday (укр. 1секундавдень), який дозволяє користувачеві записувати 1-секундні відеофрагменти кожен день і монтувати їх у кіно. Озборн використовував додаток для створення фільму про харчі, які він з'їв у 2012 році, що, на його думку, могло б стати основою для хорошого короткометражного фільму.

### Анімація і стиль
Анімація «Бенкету» була зроблена за допомогою програми Meander, розробленою для «Паперового роману», але в першій вона була вперше використана у колірі. Візуалізація була зроблена за допомогою програми Hyperion, спеціально розробленою для «Супер шістки».
Персонажі та фон у стилі свободних ліній з блоками рівного кольору.
Вінстон був зроблений бостон-тер'єром з трьох основних причин. Творці хотіли породу, яка досі не з'являлась в жодному дінеєвському фільмі.

## Домашній реліз
Реліз «Бенкету» на Blu-ray і DVD носіях відбувся 24 лютого 2015 року з релізом «Супер шістки». Короткометражка також входила до цифрового iTunes релізу «Супер шістки».

## Критика

### Відгуки
Критик із Variety Пітер Дебрюге описав реакцію аудиторії на Міжнародному фестивалі анімаційних фільмів в Аннесі, написавши «сказити, що „Бенкет“ це хіт — не сказати нічого». Як тільки почали йти титри, аудиторія голосно зааплодувала та затупотіла на своєму сидінні.

### Нагороди
«Бенкет» отримав премію «Оскар» за найкращий анімаційний короткометражний фільм на 87-й церемонії вручення, а також премію «Енні» за найкращий анімаційний короткометражний фільм на 42-й церемонії вручення.
| Список нагород і номінацій              | Список нагород і номінацій | Список нагород і номінацій                   | Список нагород і номінацій    | Список нагород і номінацій | Список нагород і номінацій |
| Нагорода                                | Дата церемонії             | Категорія                                    | Отримувач(и), або номінант(и) | Результат                  | Дж.                        |
| --------------------------------------- | -------------------------- | -------------------------------------------- | ----------------------------- | -------------------------- | -------------------------- |
| 87-ма церемонія вручення премії «Оскар» | 22 лютого 2015 року        | Найкращий анімаційний короткометражний фільм | Патрік Озборн і Крістіна Рід  | Перемога                   | [ 18 ]                     |
| 42-га церемонія вручення премії «Енні»  | 31 січня 2015 року         | Найкращий анімаційний короткометражний фільм |                               | Перемога                   | [ 18 ]                     |